# Monti della Tolfa
I Monti della Tolfa sono una serie di colline di origine vulcanica che fanno parte dell'Antiappennino Laziale, delimitati a ovest e a sud dalla costa tirrenica compresa tra Civitavecchia e Santa Severa, a est dai Monti Sabatini e a nord dal fiume Mignone e dai Monti Cimini. La propagine che si allunga a sud-est prende il nome di Monti Ceriti.

## Geografia fisica

### Orografia

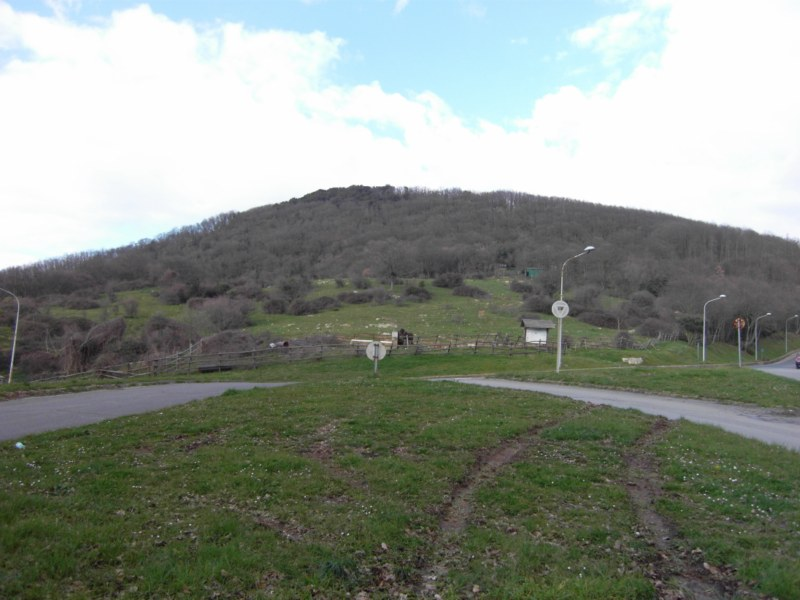
Monte Elceto

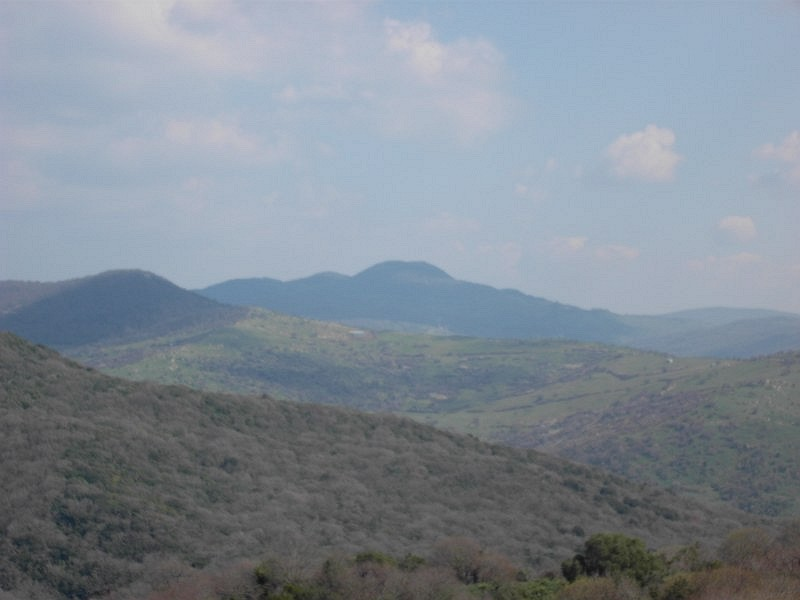
Monte Tolfaccia

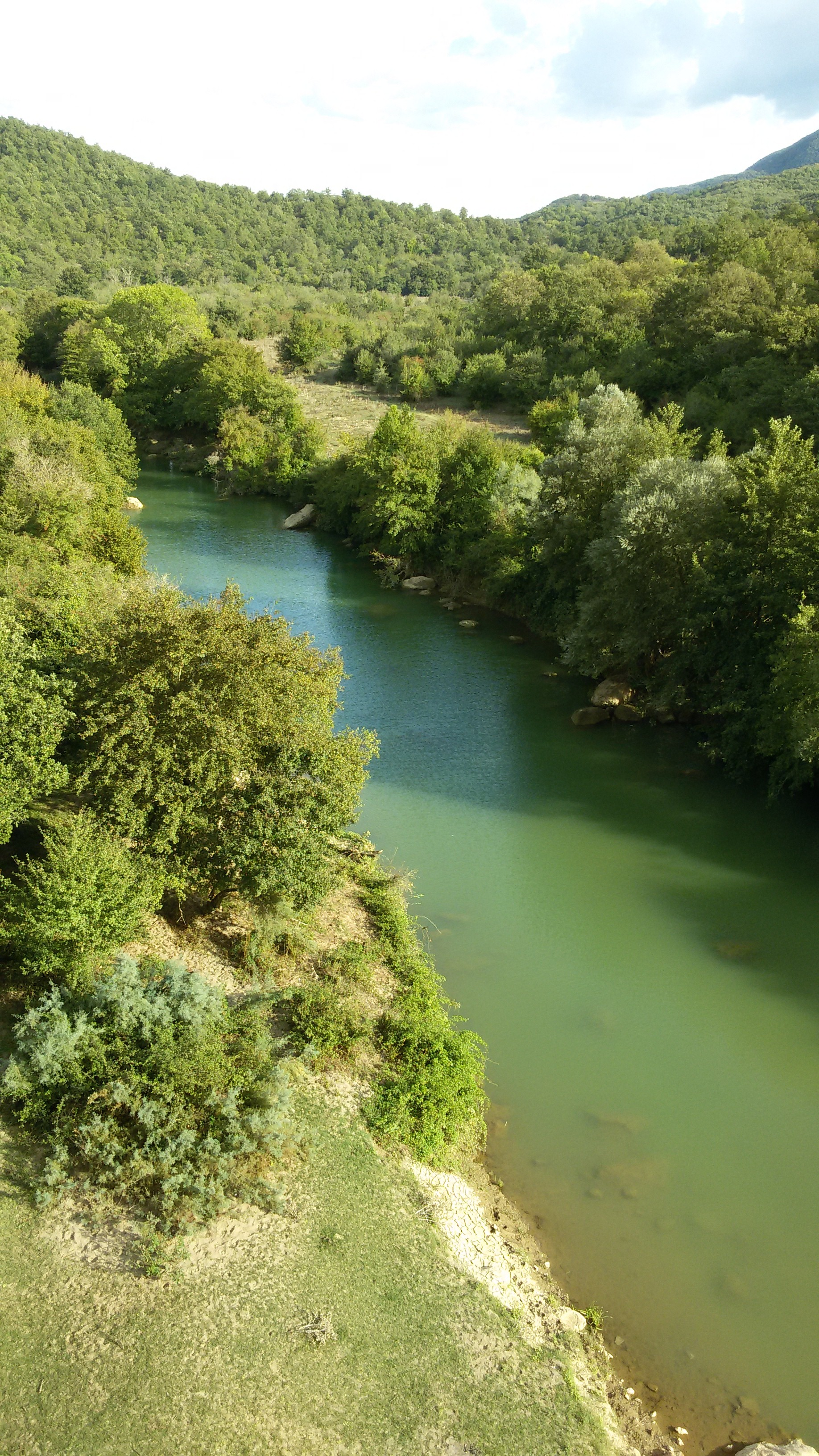
Fiume Mignone

I rilevi più alti sono:
- Monte Maggiore (633 m)[1] (Allumiere);
- Monte Urbano (627 m)[1] (Allumiere);
- Monte delle Grazie (616 m), (Allumiere);
- Monte Faggeto (611 m)[1] (Allumiere);
- Monte Elceto (609 m)[1] (Allumiere);
- Monte Tolfaccia (579 m) (Allumiere);
- Monte Cuoco (559 m) nella zona ovest;
- Monte Saccicari (526 m) nella zona nord;
- Monte Acqua Tosta (520 m) nella zona sud-est;
- Monte Turco (450 m) nella zona est;
- Monte Paradiso (327 m) e Monte Quartaccio (344 m) nella zona sud.

### Idrografia
I fiumi che attraversano il territorio, e che sfociano sul mare Tirreno, sono, seguendo il litorale da Nord verso Sud:
- Fiume Mignone
- Fosso del Marangone
- Fosso di Castelsecco
- Rio Fiume

Di questi i più importanti sono il Mignone ed il Rio Fiume. Il Mignone nasce sui monti Sabatini, ed attraversa il territorio dei Monti della Tolfa da Est a Ovest segnando il confine settentrionale di questi. Il Rio Fiume nasce dalla confluenza di numerosi torrenti che scaturiscono nell'area compresa fra il Monte Tolfaccia e il Monte Acqua Tosta.

## Geologia
I monti della Tolfa sono costituiti prevalentemente da trachiti formatesi a seguito delle intense attività di vulcanesimo acido che hanno interessato la zona di Tolfa, Cerveteri e Manziana tra l'Eocene e l'inizio del Pleistocene. Queste attività hanno originato nel territorio tre settori con caratteristiche morfologiche assai differenti:
- Il primo settore, collocato tra Tolfa e Allumiere, presenta una orografia più marcata (vulcaniti in domi e depositi ignimbritici) con rilievi che possono superare i 600 m (Monte delle Grazie e Monte Sassicari).
- Il secondo settore è quello tra Tolfa e Civitavecchia, con il gruppo della Tolfaccia, ed è costituito da strutture laviche isolate che formano pareti molto ripide.
- Il terzo settore è caratterizzato da un'ampia zona collinare, che circonda l'intero sistema montuoso e presenta versanti dolci che scendono gradatamente verso la valle attraversata dal Mignone.

### Minerali
A partire dal Pleistocene le rocce sedimentarie e ignee del territorio dei Monti della Tolfa sono state interessate da fenomeni di trasformazione che hanno portato alla formazione di vari tipi di minerali. Questi fenomeni sono il risultato di una notevole circolazione di fluidi nel basamento sedimentario e della presenza di elevate variazioni termiche causate dall'esistenza in profondità di masse magmatiche che hanno fatto da “motore” per la circolazione dei fluidi. I risultati finali di questi processi di mineralizzazione portano a risultati (minerali) diversi a seconda della natura delle rocce interessate e dalle condizioni chimico-fisiche dell'ambiente in cui sono avvenuti questi processi.
Questi processi hanno quindi formato nel territorio ricchi di giacimenti di caolino e di altri minerali quali: blenda, galena, pirite, alunite e cinabro. Un altro minerale presente sul territorio è la wavellite, molto raro in Italia e la cui presenza, oggi definitivamente confermata nel territorio di Allumiere, riveste una grande importanza dal punto di vista scientifico.

#### Alunite a allume
Particolarmente rilevanti sono i giacimenti di alunite, da cui si estrae l'allume.
L'allume è un sale che in passato rivestiva una notevole importanza per varie lavorazioni, fra cui quelle delle industrie tessili in cui era usato come fissatore per i colori e nella lavorazione della lana, delle industrie della carta, nella lavorazione delle pelli e in medicina per le sue capacità emostatiche.
La scoperta di giacimenti di questo minerale avvenne intorno al 1460, ad opera di un funzionario dello Stato Pontificio, Giovanni da Castro, che osservando la presenza sul territorio di piante di agrifoglio, già riscontrato in Turchia, che allora era il luogo di principale produzione della sostanza, ebbe l'intuizione che poteva esserci nel terreno presenza di alunite. La scoperta iniziale avvenne nei pressi dell'attuale frazione di Allumiere, La Bianca.
Lo sfruttamento industriale dei giacimenti ebbe inizio nel 1462 e proseguì per oltre tre secoli seguendo la tecnica dello scavo a cielo aperto, ed alterando quindi pesantemente la fisionomia del paesaggio che anche oggi rivela le spaccature ed i crateri praticati per l'estrazione del materiale.
Dopo il 1500 la produzione dell'allume entrò in una fase di intenso sfruttamento; gli impianti di produzione vennero spostati ai piedi del Monte delle Grazie, venne costruito uno stabilimento per la lavorazione del minerale con tanto di acquedotto e un villaggio per gli operai. Il complesso venne chiamato Le allumiere e diventerà successivamente l'attuale paese di Allumiere.
Nei duecento anni successivi le cave di Monti della Tolfa divennero le più importanti d'Europa, vennero aperte molte nuove cave in varie località del territorio: nella zona del Castagneto, lungo la strada che porta alla località Le Cave, abbiamo i siti della Cava Grande, della Gregoriana, della Cavetta e della cava Clementina. Alle pendici dei monti del Castagneto, che risulterà poi la zona con i più ricchi giacimenti di alunite, si annoverano la cava Castellina, la Cava dei Romani e la cava Rotella.
Nel 1725 venne avviata l'estrazione da una nuova cava, oggi conosciuta come Cavaccia, che risulterà essere la cava più grande. Gli scavi alterarono profondamente il territorio creando nella montagna una sorta di canyon con pareti verticali di oltre 50 metri d'altezza. Oggi il luogo non è più come appariva allora, in quanto in questi ultimi anni vi sono stati degli interventi di risanamento del territorio che hanno parzialmente riempito il canalone.
Negli anni successivi le sorti delle cave andarono peggiorando per due motivi: dapprima la scoperta di importanti giacimenti in Spagna fecero perdere alle cave di Allumiere il monopolio europeo, poi nel 1788, con la scoperta dell'allume artificiale, le cave precipitarono in una profonda crisi.
Nel 1815, per recuperare competitività abbassando i costi, si passò ad un nuovo metodo di scavo: lo scavo in galleria. Questo sistema presentava notevoli vantaggi: migliore sfruttamento dei filoni per via del minore materiale di scarto ed estrazione continua non più condizionata dagli eventi meteorologici.
Tra il 1850 ed il 1870 vennero scavati vari pozzi un po' su tutto il territorio. I più importanti sono: Il Pozzo Gustavo (presso il monte Urbano), la galleria Cesarina (in direzione della Cavaccia), le miniere di Santa Barbara, quella di Val Perella e quelle in direzione della Cava Grande. Nel 1868 vennero scoperti tre nuovi giacimenti sul versante ovest della località Le Cave: sono i siti della Provvidenza, della Trinità e della Nord.
Nel 1870 il territorio passò dallo Stato Pontificio allo Stato italiano. Lo stabilimento di produzione venne trasferito a Civitavecchia, ma oramai la produzione era notevolmente diminuita a causa della minore richiesta di mercato per l'allume di rocca. Successivamente lo stabilimento e i siti d'estrazione passarono alla Società Montecatini, ma oramai la richiesta era talmente diminuita che l'estrazione risultava altamente antieconomica, pertanto nel 1941 la società chiuse gli impianti e cessò la produzione di allume, che era durata quasi 500 anni.

## Siti archeologici
Diversi i siti archeologici presenti nella zona:
- Monte Elceto, dove sono state ritrovate testimonianze di un abitato dell'età del bronzo;
- Monte Rovello, dove gli scavi hanno riportato alla luce diversi reperti, i più antichi dei quali sono databili all'età del Bronzo Medio;
- Tolfaccia, dove sono stati individuati due diversi insediamenti, risalenti al Bronzo Finale, e delle tombe riferibili al Bronzo Finale e all'Età del Ferro;
- Tufarelle, dove sono stati ritrovati i resti di un abitato risalente al Neolitico.

## Protezione
I Monti della Tolfa si trovano nella Zona a Protezione Speciale (ZPS) , ai sensi della Direttiva europea "Uccelli", denominata Comprensorio Tolfetano-Cerite-Manziate (IT6030005) che occupa un'area di circa 70000 nei territori dei comuni di Allumiere, Barbarano Romano, Blera, Bracciano, Canale Monterano, Cerveteri, Civitavecchia, Manziana, Monte Romano, Oriolo Romano, Santa Marinella, Tarquinia, Tolfa, Vejano e Vetralla. Nel periodo 2008-2015 parte del territorio fu interessato da un grande progetto di conservazione naturalistica denominato LIFE+ MONTI DELLA TOLFA “Interventi urgenti di conservazione della natura nella ZPS e nei SIC dell’area Tolfetano-Cerite-Manziate” (LIFE08 NAT/IT/000316) coordinato dal Comune di Manziana il cui obiettivo è stato migliorare la conservazione degli uccelli minacciati di estinzione e degli ambienti naturali della ZPS “Comprensorio Tolfetano-Cerite-Manziate”, e per i due SIC “Macchia di Manziana” e “Boschi mesofili di Allumiere”. Il progetto ha inteso anche favorire una relazione armoniosa tra attività umane e conservazione della natura e migliorare la conoscenza di residenti e visitatori riguardo l’importanza del patrimonio ambientale dell’area.